# Lutte aux Jeux africains de 1987
Navigation
Édition précédente Édition suivante
La 2e édition de la Lutte aux Jeux africains, disputée à Nairobi, a été dominée par l’Égypte qui a remporté 8 titres en lutte libre et en lutte gréco-romaine. Le vainqueur de l’édition précédente, le ⁣⁣Maroc⁣, boycotte désormais les Jeux africains après la reconnaissance de la République arabe sahraouie démocratique par le SCSA. 

## Résumé des médailles

### Lutte libre hommes
| Épreuves | Or                   | Argent              | Bronze                     |
| -------- | -------------------- | ------------------- | -------------------------- |
| - 48 kg  | Amos Ojo             | Djabout             | Tarek Ibrahim Abdelrahmane |
| - 52 kg  | Lame Garba           | Talla Diaw          | Mansour Douissi            |
| - 57 kg  | Abdelhakim Hachaichi | Abdelkhalek Bahloul | Sunday Odamo               |
| - 62 kg  | Saber Ahmed Hafedh   | Eugene osuegbu      | Habib Lakhal               |
| - 68 kg  | Issam El-Khodary     | Mohammed Babangida  | Kais Ben Salah             |
| - 74 kg  | Monday Eguabor       | Diouf Djib          | Moustafa Mohsen Abul-Ghar  |
| - 82 kg  | Ali Sayed Gabr       | Victor Kodei        | Kamel Hammiche             |
| - 90 kg  | Zouhair Sghaier      | Christian Iloanusi  | Zaki Abdallah Fouda        |
| - 100 kg | Jackson Bidei        | Ambroise Sarr       | Abdelkader Salaheddine     |
| +100 kg  | Mamadou Sakho        | Olulu Dagu          | Adel Hassen Ismail         |

 * les résultats du tournoi de lutte libre parus sur le quotidien algérien Al-chaab du 12 août 1987, page 9. 

### Lutte gréco-romaine hommes
| Épreuves | Or                           | Argent                       | Bronze              |
| -------- | ---------------------------- | ---------------------------- | ------------------- |
| - 48 kg. | Achraf Abdelfattah           | Simon Lamach                 | Mwanja Kombe        |
| - 52 kg. | Samy Morsi                   | Ali Houimli                  | Jamed Kisusya       |
| - 57 kg  | Imed Abdelrahman             | Abdelkhalek Bahloul          | Béchir Chikhi       |
| - 62 kg  | Abdellatif Khalaf Abdellatif | Mazouz Bendjedaâ             | Habib Lakhal        |
| - 68 kg  | Chaaban Abdelwahab Chaaban   | Abdelkarim Naamani           | Kais Ben Salah      |
| - 74 kg  | Saber Gaber Hassen           | Richard Tanui                | Diouf Djib          |
| - 82 kg  | Refaat Nabil Saoudi          | Kamel Hammiche               | Barthelemy N’to     |
| - 90 kg  | Kamel Abdou                  | Zouhair Sghaier              | Jean Youmbi         |
| - 100 kg | Ambroise Sarr                | Donald Maisiba               | Ahmed Abdel-maksoud |
| + 100 kg | Mamadou Sakho                | Hassen Mahmoud Khalil Haddad | Navind Ramsaran     |

## Tableau des médailles
| Rang | Nation     | Or | Argent | Bronze | Total |
| ---- | ---------- | -- | ------ | ------ | ----- |
| 1    | Égypte     | 11 | 1      | 6      | 18    |
| 2    | Nigeria    | 4  | 5      | 1      | 10    |
| 3    | Sénégal    | 3  | 3      | 1      | 7     |
| 4    | Tunisie    | 1  | 4      | 5      | 10    |
| 5    | Algérie    | 1  | 4      | 2      | 7     |
| 6    | Kenya      | 0  | 3      | 1      | 4     |
| 7    | Cameroun   | 0  | 0      | 3      | 3     |
| 8    | Maurice    | 0  | 0      | 1      | 1     |
| 9    | Guinée     | 0  | 0      | 0      | 0     |
| 9    | Mauritanie | 0  | 0      | 0      | 0     |
| 9    | Tanzanie   | 0  | 0      | 0      | 0     |
|      | Total      | 20 | 20     | 20     | 60    |